# Laúd de Pitágoras

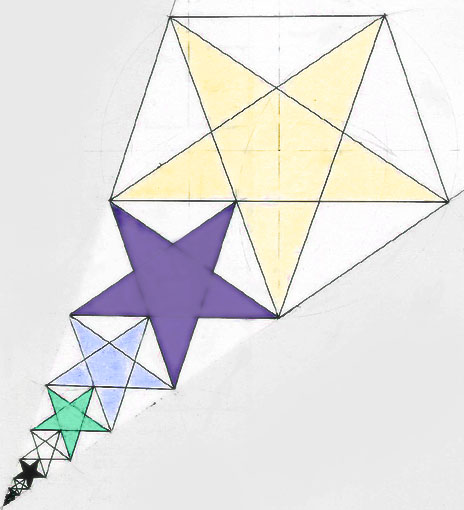
El laúd de Pitágoras

El laúd de Pitágoras es una figura autosimilar compuesta a partir de una secuencia de pentagramas de tamaño decreciente.

## Construcciones
El laúd puede extraerse de una secuencia de pentagramas. Los centros de los pentagramas se encuentran sobre una línea recta y (excepto el primero y el más grande de ellos) cada uno comparte dos vértices con el siguiente más grande en la secuencia.
Una construcción alternativa se basa en el triángulo áureo, un triángulo isósceles con ángulos base de 72° y un ángulo de vértice de 36°. Se pueden dibujar dos copias más pequeñas del mismo triángulo dentro del triángulo dado, teniendo la base del triángulo como uno de sus lados. Los dos nuevos bordes de estos dos triángulos más pequeños, junto con la base del triángulo áureo original, forman tres de los cinco bordes del polígono. Agregar un segmento entre los extremos de estos dos nuevos bordes corta un triángulo de oro más pequeño, dentro del cual se puede repetir la construcción.
Algunas fuentes agregan otro pentagrama, inscrito dentro del pentágono interior del pentagrama más grande de la figura. Los otros pentágonos de la figura no tienen inscritos pentagramas.

## Propiedades
La envolvente convexa del laúd es un deltoide con tres ángulos de 108° y un ángulo de 36°. Los tamaños de dos pentagramas consecutivos en la secuencia guardan la relación del número áureo entre sí, y muchas otras proporciones áureas aparecen dentro del laúd.

## Historia
El laúd lleva el nombre del antiguo matemático griego Pitágoras, pero sus orígenes no están claros. Una primera referencia al mismo está en un libro de 1990 sobre la proporción áurea de Boles y Newman.